# Mikael Håfström
Jan Mikael Håfström és un director i guionista de cinema suec. És més conegut per la pel·lícula de 2003 Evil (El Mal)i l'adaptació cinematogràfica d'Stephen King 1408.

## Primers de la vida
Nascut a Lund, Suècia, Mikael Håfström va estudiar cinema a la Universitat d'Estocolm i a l'Escola d'Arts Visuals.

## Carrera
La pel·lícula de Håfström de 2003 Evil fou nominada a l'Oscar a la millor pel·lícula de parla no anglesa ala Premis Oscar de 2003. La seva pel·lícula slasher Strandvaskaren, fou projectada al Cannes Film Market de 2004.
El 2005, Håfström va dirigir Derailed, protagonitzada per Clive Owen i Jennifer Aniston.
Håfström va dirigir L'habitació 1408, una pel·lícula de terror basada en història del mateix nom de Stephen King i protagonitzada per John Cusack, el 2007. Va tornar a col·laborar amb Cusack a Shangai , que es va estrenar al Festival Internacional de Cinema de Xangai de 2010.
Va dirigir El ritu, una pel·lícula de thriller d'exorcisme protagonitzada per Anthony Hopkins, el 2011. La seva pel·lícula de 2013, Escape Plan, fou protagonitzada per Arnold Schwarzenegger i Sylvester Stallone.
El 2013, es va anunciar que Håfström dirigirà una adaptació cinematogràfica de Tunnels. l novembre de 2021, es va anunciar que dirigiria la pel·lícula de ciència-ficció Slingshot.

## Filmografia
Cinema
| Any  | Títol              | Director | Guionista |
| ---- | ------------------ | -------- | --------- |
| 1995 | Vendetta           | Sí       | No        |
| 2001 | Leva livet         | Sí       | Sí        |
| 2003 | Kopps              | No       | Sí        |
| 2003 | Evil (El Mal)      | Sí       | Sí        |
| 2004 | Strandvaskaren     | Sí       | Sí        |
| 2005 | Derailed           | Sí       | No        |
| 2007 | L'habitació 1408   | Sí       | No        |
| 2010 | Shanghai           | Sí       | No        |
| 2011 | El ritu            | Sí       | No        |
| 2013 | Escape Plan        | Sí       | No        |
| 2019 | L'acusat perfecte  | Sí       | No        |
| 2021 | Outside the Wire   | Sí       | No        |
| 2023 | tockholm Bloodbath | Sí       | No        |
| 2024 | Slingshot          | Sí       | No        |

Televisió
| Any  | Títol                       | Director | Guionista | Notes                                                    |
| ---- | --------------------------- | -------- | --------- | -------------------------------------------------------- |
| 1989 | Terrorns Finger             | Sí       | No        |                                                          |
| 1992 | Hassel: De Giriga           | Sí       | Sí        |                                                          |
| 1992 | Botgörarna                  | Sí       | Sí        |                                                          |
| 1995 | Satans mördare              | Sí       | No        | TV4 Riks documental                                      |
| 1996 | Skuggornas Hus              | Sí       | No        |                                                          |
| 1997 | Chock 1: The Angel of Death | Sí       | No        | Temporada 1, episodi 1: "Dödsängeln" (6 de juny de 1997) |
| 1997 | Chock 2: Kött               | No       | Sí        |                                                          |
| 1999 | Sjätte Dagen                | No       | Sí        |                                                          |
| 2018 | Dirigenten                  | Sí       | Sí        | 4 de 8 episodis                                          |